# Placusa suecica
Placusa suecica är en skalbaggsart som beskrevs av Johnson och John G. Lundberg 1977. Placusa suecica ingår i släktet Placusa, och familjen kortvingar. Arten är reproducerande i Sverige.